# Jochen Kreusel
Jochen Walter Kreusel (* 19. November 1963 in Mainz-Mombach) ist ein deutscher Elektroingenieur und Honorarprofessor der RWTH Aachen. Er ist bekannt für seine Beiträge zur Entwicklung und Implementierung von Smart Grids sowie der Transformation der Energienetze im Zuge der Energiewende.

## Leben und Wirken

### Familie
Jochen Kreusel ist der älteste Sohn seiner Eltern Carola und Dietrich Kreusel und hat einen Bruder und eine Schwester. Er wurde in Mainz geboren und wuchs in Eitorf auf. Er ist verheiratet und hat zwei Söhne.

### Ausbildung
Kreusel besuchte das Bodelschwingh-Gymnasium Herchen und erlangte dort 1982 sein Abitur. Im Anschluss begann er sein Studium der Elektrotechnik an der RWTH Aachen, welches er 1988 mit dem Diplom abschloss. Daraufhin begann er seine Promotion unter Kurt W. Edwin am Institut für elektrische Anlagen und Netze, Digitalisierung und Energiewirtschaft (IAEW) an der RWTH Aachen und wurde 1990 mit summa cum laude promoviert.

### Karriere
Im Anschluss an seine Promotion arbeitete Kreusel als Oberingenieur am IAEW, bevor er 1994 seine Karriere bei ABB Calor Emag Schaltanlagen AG in Mannheim begann. Seitdem ist er bei ABB, beziehungsweise seit der Entstehung des Joint Ventures Hitachi ABB Power Grids 2020 und der 2021 folgenden Umbenennung in Hitachi Energy, bei Hitachi Energy tätig und bekleidete während seiner Laufbahn verschiedene Positionen in Forschung, Entwicklung und Management.
Seit 2000 ist er außerdem als Dozent an der RWTH Aachen tätig und hält dort die Vorlesung „Energiewirtschaft in liberalisierten Elektrizitätsmärkten“. Für seine Leistungen in Lehre und Forschung wurde ihm 2008 von der RWTH Aachen die Honorarprofessur verliehen.

### Publikationen
Kreusel ist Autor zahlreicher Artikel und Studien, in denen er sich mit den Herausforderungen und Chancen der Energiewende und der Digitalisierung der Energienetze beschäftigt. Dabei liegt ein besonderer Fokus seiner Forschung auf der Interaktion zwischen den technischen Anforderungen des Netzbetriebs und dem Marktdesign in liberalisierten Elektrizitätsmärkten. Während seiner Karriere publizierte er bis heute rund 40 wissenschaftliche Fachbeiträge und nimmt regelmäßig als Redner an internationalen Konferenzen teil.

## Mitgliedschaften und Ehrungen
Jochen Kreusel hat Führungspositionen in zahlreichen Arbeitsgruppen und Verbänden übernommen.
Er ist ein langjähriges Mitglied der Energietechnischen Gesellschaft (ETG) des VDE. Von 2008 bis 2013 war er Vorsitzender der Energietechnischen Gesellschaft (ETG) und Mitglied des Präsidiums, von 2014 bis 2019 leitete er die Task Force Innovation des Präsidiums. Seit 2019 ist er erneut Präsidiumsmitglied des VDE.
Kreusel wurde 2013 auf Empfehlung von Hans-Jürgen Haubrich in die Nordrhein-Westfälische Akademie der Wissenschaften und der Künste aufgenommen. In dieser fungiert er seit 2022 als Vizepräsident und Sekretar der Klasse für Ingenieur- und Wirtschaftswissenschaften.
Er ist seit 2013 Mitglied von T&D Europe, dem Zusammenschluss der europäischen Fachverbände der Hochspannungsschaltgeräte- und Transformatorenhersteller. Dort war er seitdem in verschiedenen Positionen tätig, seit 2023 ist er Präsident des Verbands. 
Seit 2013 war er außerdem Teil von unterschiedlichen Arbeitsgruppen der acatech im Rahmen des Projekts „Energiesysteme der Zukunft“ (ESYS). Aktuell ist er Teil der Arbeitsgruppe „Grundlastkraftwerke im dekarbonisierten europäischen Energiesystem“.
Während seiner Laufbahn war Kreusel Teil mehrerer Lenkungs- und Expertengruppen der Europäischen Kommission, beispielsweise als Mitglied des Lenkungsausschusses der Task Force Smart Grids. Seit 2016 ist er Mitglied des Verwaltungsrates der European Technology and Innovation Platform Smart Networks for the Energy Transition (ETIP SNET). 
Seit 2016 ist Kreusel Direktoriumsmitglied des Kopernikus-Projekts ENSURE des Bundesministeriums für Bildung und Forschung.
Er ist außerdem als externes Mitglied ein Teil des Hochschulrats der Hochschule Mannheim.

## Schriften (Auswahl)
- Bewertung von Energieversorgungsstrukturen mit Hilfe der zweidimensionalen stochastischen Systembetriebsberechnung. Dissertation. RWTH Aachen, 1990.
- GRID4EU optimises the medium voltage grid. In: Reneweable Energy Focus. Band 17, Heft 5, September–Oktober 2016, S. 194–197. doi:10.1016/j.ref.2016.08.011
- The autonomous grid: Automation, intelligence and the future of power systems. In: Energy Research & Social Science, Band 65, Juli 2020, Artikel 101460 doi:10.1016/j.erss.2020.101460
- Die Wechselwirkung zwischen Smart Markets und Smart Grids. In: Energiewirtschaftliche Tagesfragen, 63. Jg. (2013), Heft 11, S. 90–93.
- Contribution of the Electricity Sector to Smart Sector Integration (SSI). Vierter Bericht der Expertengruppe der Kommission für Stromverbundziele, Brüssel, Oktober 2020 doi:10.2833/96862